# Комплекс Султана Калауна
Комплекс Султана Калауна (араб. مجمع قلاون) — це величезний комплекс у Каїрі, Єгипет, збудований султаном аль-Мансуром Калавуном з 1284 по 1285 рік. Він розташований у зоні Байн аль-Касрайн на вулиці аль-Муїзз і, як і багато інших благочестивих комплексів, включає лікарню, медресе та мавзолей. Попри суперечки навколо його будівництва, ця будівля широко вважається, як одна з головних пам'яток ісламського Каїру та архітектури мамлюків, відома розміром і масштабом свого внеску в юридичну науку та благодійні операції, а також багатством своєї архітектури.

## Історія

### Історичний контекст та передісторія
Комплекс султана Калауна був побудований на руїнах Західного палацу Фатімідів з кількома залами в палаці. Султану ан-Насиру Мухаммаду ібн Калауну знадобилося півдесяти років, щоб побудувати свій пам'ятник після того, як він зміцнив своє правління та відбив монголів у Сирії. Будівля розташована в самому центрі Каїра, на престижній вулиці Байн аль-Касрайн, і протягом століть була центром важливих ісламських релігійних і придворних церемоній і ритуалів потягом століть, починаючи від династії Мамлюків і закінчуючи Османською імперією.
Цей комплекс є одним із багатьох будівель мамлюків, які зробили Каїр квітучим мегаполісом у XIII—XVI століттях. Це один із багатьох благочестивих комплексів (повністю інтегрованих багатофункціональних комплексів, які часто зосереджені навколо гробниці релігійних діячів або покровителів, які включали тюрби чи похоронні комплекси, ханки та інші будівлі), які служили багатьом цілям, включаючи прославлення покровителя через демонстрацію його багатства, благочестя та законності.

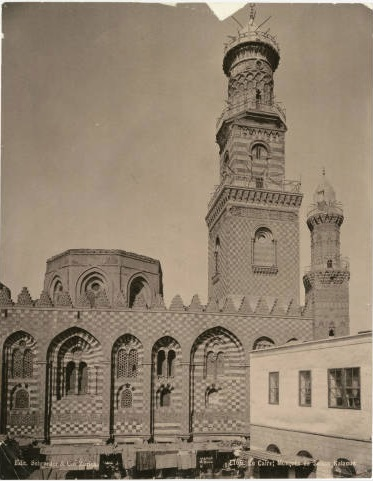
Фасад комплексу Султана Калавуна на вулиці Аль-Муїзз

### Будівництво і суперечки
Похоронний комплекс султана аль-Мансура Саїф ад-Діна Калавуна, включаючи медресе та мавзолей, як повідомляється, будувався за 13 місяців і був під будівельництвом з 1284 по серпень 1285. Цей факт є примітним, враховуючи розміри та масштаби комплексу. На будівництво лікарні знадобилося менш ніж шість місяців, а на мавзолей і медресе — близько чотирьох місяців. Проектом будівництва керував емір Алам ад-Дін Санджар аль-Шуджа'і аль-Мансурі (عَلَمُ الدِّينِ سَنْجَرُ الشُّجَاعِيُّ المَنْصُورِيُّ‎, латинизоване: ʿAlam ad-Dīn Sanǧar aš-Šuǧāʿī al-Manṣūrī), чиє швидке завершення цього масштабного проєкту незаконними методами призвело до суперечок і стійких негативних асоціацій із пам'ятником. В історії каїрських пам'яток аль-Макрізі він повідомляє, що будівництво комплексу було завершено примусовою працею будівельників, перехожих у цьому районі та монгольських військовополонених, які, як повідомляється, зазнали «жорстокого насильства». Окрім застосування жорстокої трудової практики, Санжар також незаконно придбав власність і примусово виселив її мешканців для завершення комплексу. Засоби, за допомогою яких був побудований цей комплекс, змусили деяких релігієзнавців навіть закликати до бойкоту таких комплексів. Попри суперечки навколо його будівництва, після його завершення комплекс вважався однією з найкрасивіших будівель того часу, де він включав школу (медресе), лікарню і мавзолей зі складним куполом. Історики стверджують, що колони, на яких тримається споруда мавзолею, були зроблені з граніту, мармуру та інших матеріалів, які були взяті з палацу та цитаделі ас-Саліха (майстра Калавуна) на острові Рода. Комплекс був побудований у три етапи, де спочатку була закінчена лікарня, Мавзолей, а потім, нарешті, школа.

### Реставрації
Після землетрусу 1302 року, який зруйнував багато будівель у Каїрі, ан-Насір Мухаммад, син і наступник Калауна, відбудував комплекс і його мінарет у рамках кампанії з відновлення пошкоджених мечетей. Ще одна реставрація відбулася, коли Абдул-Рахман Катхуда створив османський Сабіль на іншому боці вулиці в 1776 році.

### XIX століття
Архітектор Паскаль Косте використовував комплекс як одне зі своїх джерел для своєї книги «Арабська архітектура: або пам'ятники Каїру, вимірювання та малюнки», 1818—1825 рр. Косте працював у комплексі з липня 1817 року експертом з інфраструктури, найнятим Мухаммедом Алі. Як ідентифікувала Єва-Марія Троленберг, малюнки Косте мали на меті скорегувати та визначити кути конструкції, щоб переосмислити будівлю як модернізований міський простір.

## Опис

### Огляд
Комплекс складається з гробниці, медресе, мечеті та лікарні, розташованих по обидві сторони довгого центрального коридору. Увійшовши через невеликий підковоподібний вхід, ліворуч знаходиться хрестоподібне медресе з чотирма айванами, розташованими навколо відкритого двору з басейном у центрі. Довгий прохід, який слідує, підтримує мінарет угорі та покритий дерев'яною стелею, що робить освітлення пам'ятника досить темним. Мавзолей, у якому зберігаються тіла султана Калавуна та його сина ан-Насіра, стоїть на вуличній частині комплексу між входом і наступним сусіднім медресе султана Баркука. Стіна в напрямку кібли, як і мавзолей, так і молитовний айван знаходяться поруч із вулицею. Лікарню не видно з провулка, оскільки вона розташована позаду довгого проходу.

#### Екстер'єр

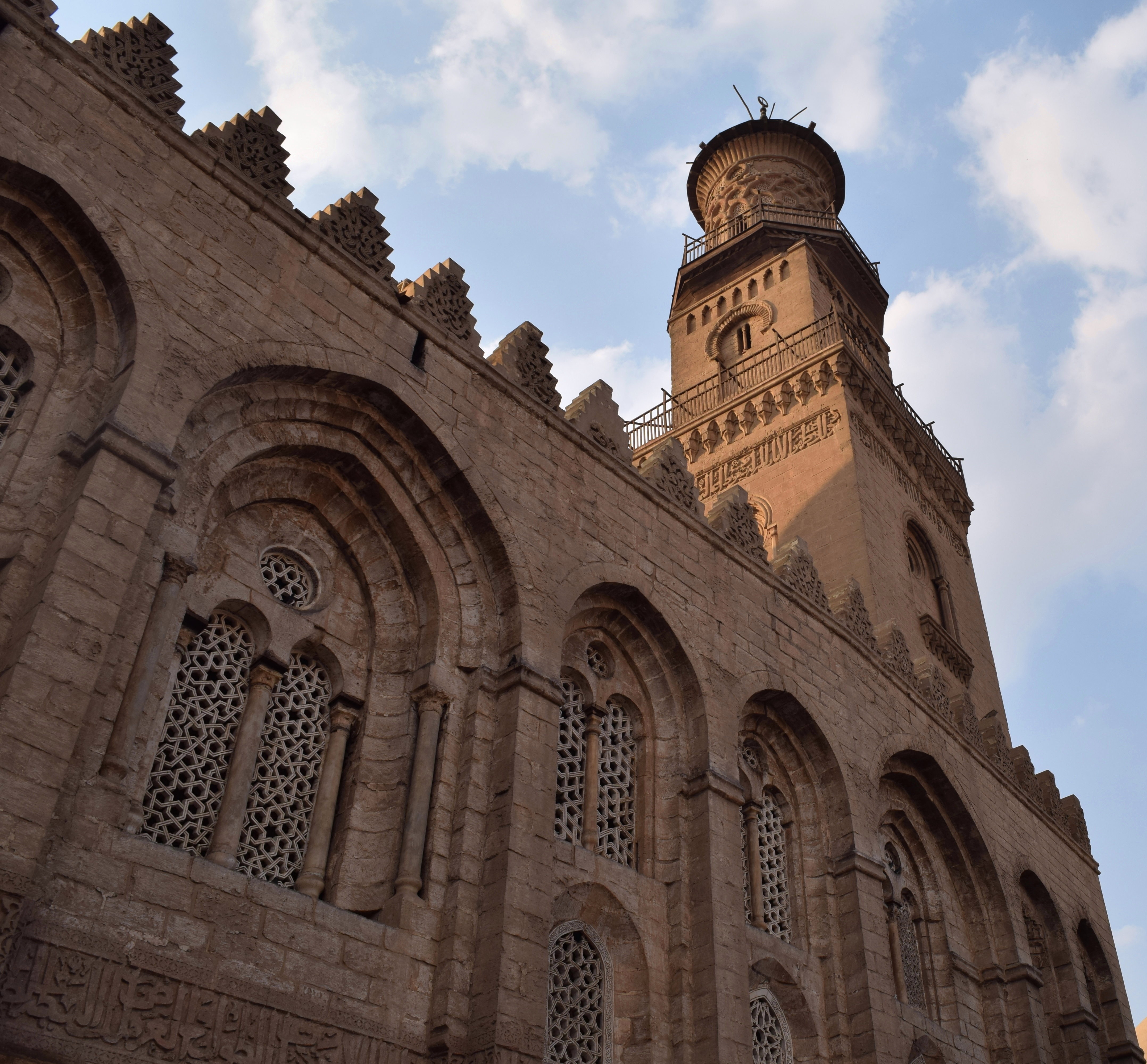
Вид з фасаду на мінарет і ґратчасті вікна

Зовнішня структура комплексу Qalawun має багато унікальних перших в мамлюкскій архітектурі. Молитовний зал медресе виступає на вулицю, підкреслюючи визначність комплексу. Триповерховий мінарет медресе, унікально розташований біля входу в будівлю, має карниз з папірусу, який нагадує про правління фараонів, що служить для узаконення правління мамлюків. 67-метровий фасад комплексу нагадує готичний або хрестоносний стилі. Фасад був побудований з тесаних блоків і складається з панелей із загостреними арками різного розміру, які збираються разом, щоб огородити окремі вікна. Вхідний портал будівлі складається із заокругленої арки, яка охоплює стрілчасту арку з аблаковими смугастими вусуарами, шпанголи з геометричними мотивами та ґратчасте подвійне вікно з окулусом. Окулус і з'єднане вікно — елементи, які перегукуються у вхідному порталі мавзолею, прикрашеному майстерною ліпниною. Вікна цього комплексу відкриті та закриті ґратами, що дозволяє чути молитви та читання Корану з будівлі протягом дня. Фасади медресе та мавзолею з'єднані позолоченим написом засновника комплексу та важливими датами урочистого відкриття та завершення будівлі.

#### Інтер'єр

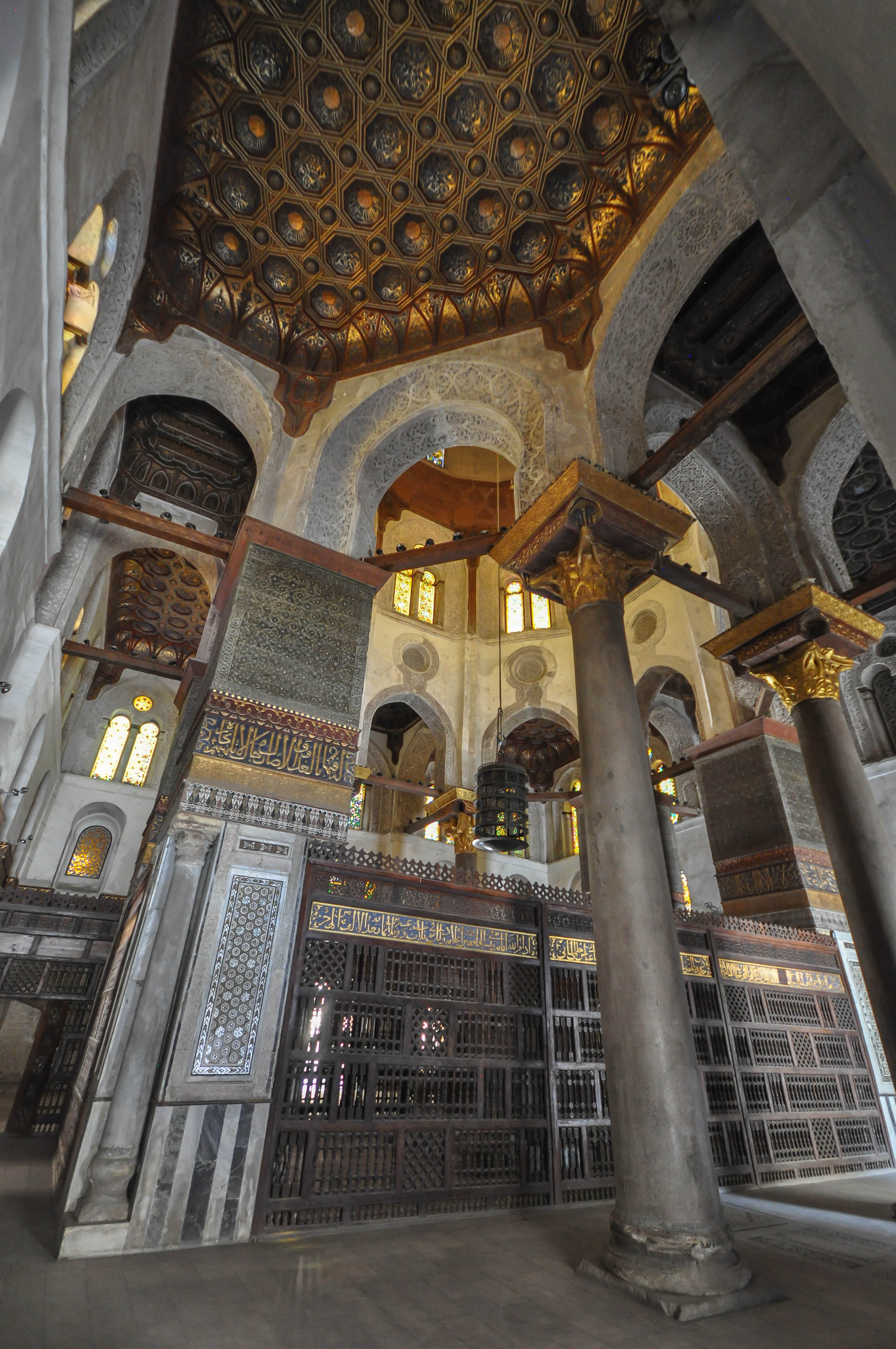
Різьблена ліпнина, мармурова мозаїка та позолочені дерев'яні скриньки в інтер'єрі комплексу Калавун.

Мавзолей і медресе розташовані один навпроти одного в коридорі, а лікарня розташована в кінці цього коридору, який веде до прямокутного двору. Кілька айванів є в комплексі у цьому внутрішньому дворику та на внутрішньому дворику лікарні. Стіни інтер'єру прикрашені мармуровою мозаїкою та різьбленою ліпниною, а стелі прикрашені розмальованими та позолоченими дерев'яними скриньками. Підлоги прикрашені «штучною мозаїкою», а чудово прикрашений міхраб прикрашений скляною мозаїкою.

### Мавзолей

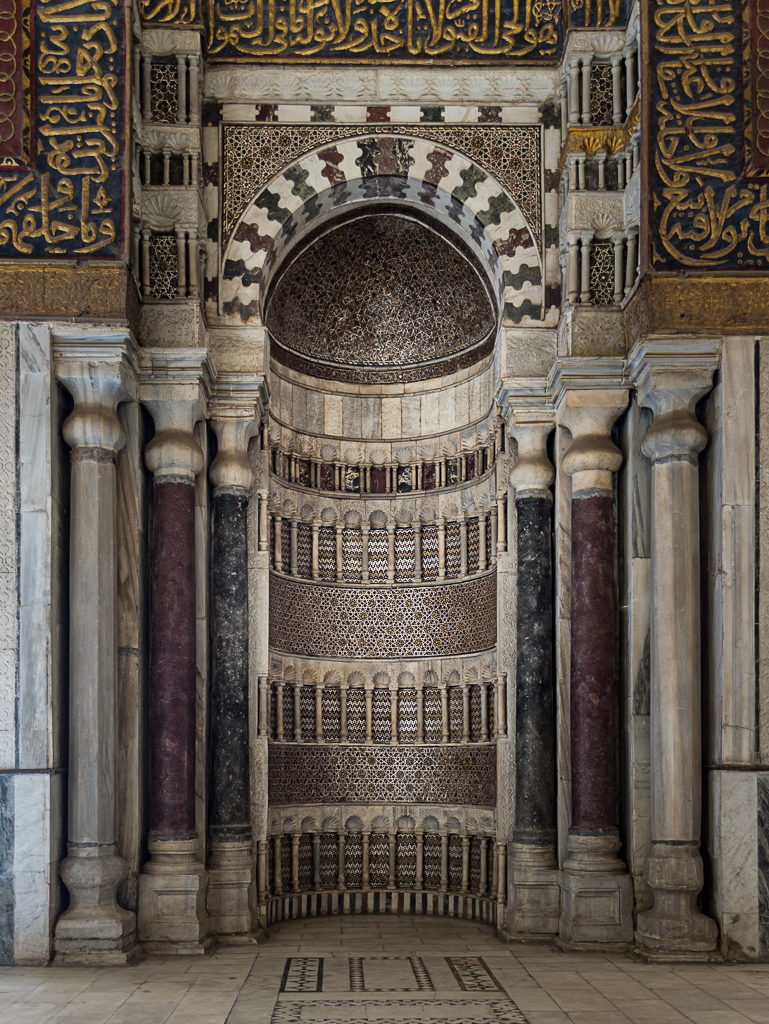
Міхраб мавзолею Калавуна.

У мавзолеї зберігаються тіла султана Калауна та його сина аль-Насіра Мухаммеда. Мавзолей складається з великого прямокутника, який включає чотири стовпи та чотири колони, розташовані так, щоб утворити восьмикутник, на якому лежить високий барабан, увінчаний куполом. Вісь мавзолею відповідає найближчій до входу широкій бухті, яка обрамляє лише одне вікно, а нижня частина відповідає задній частині міхрабу. Колони мають коринфські капітелі, а над ними проходить безперервна ліпнина. У метрі над колонами є смуга написів, яка датує час, коли Емір Гамал ад-Дін Аккуш був призначений директором лікарні. Кожен пірс на південно-західній стороні мавзолею прикрашений відповідно до пірса навпроти нього. Над капітелями колон проходить фриз, розділений на дві смуги. Нижню смугу прикрашають сувої виноградної лози, складені з великих п'ятикутних листків. Верхня смуга складається з напису насх великими рельєфними літерами, виконаними ліпниною. Міхраб мавзолею часто вважається найрозкішнішим у своєму роді. Це на відміну від міхрабу медресе, який менш величний за розміром і загальною естетикою. Підковоподібний профіль міхрабу фланкований трьома колонами з мармуру.
Мавзолей Калавуна важливий, тому-що його купол служив церемоніальним центром для інвестування новими емірами. Купол став символом нової влади, зміни варти, таким чином означаючи новий центр влади мамлюків, який насолоджувався великим процвітанням з ХІІ по ХVI століття. Купол мавзолею був знесений османським губернатором Єгипту Абдул-Рахманом Катхуда, а потім перебудований у стилі османської архітектури. Однак Комітет зі збереження арабських пам'яток побудував інший купол замість купола Абдул-Рахмана Катхуди в 1908 році.

### Медресе

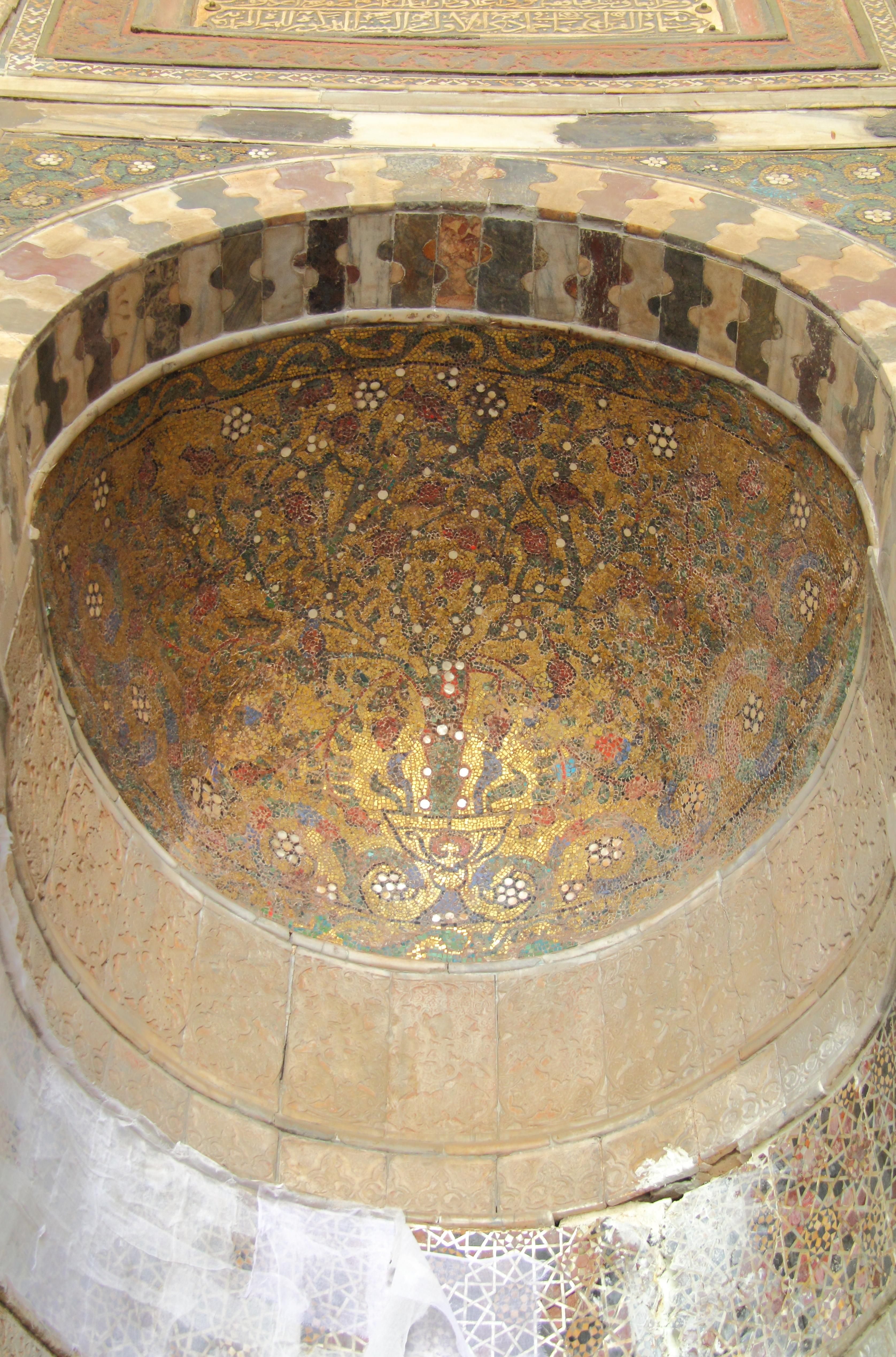
Міхраб медресе з натуралістичною мозаїкою зі скла та перламутру.

У медресе регулярно викладалися чотири юридичні школи, або чотири мазхаби ісламського права. Інші вчення, які розміщувалися в медресе, включали хадиси та викладання медицини. Медресе мало два айвани і два заглиблення, про що свідчить супровідний вакфський документ. На східній стороні медресе є три поверхи студентських камер, до верхніх поверхів можна піднятися по сходах. Великий двір медресе був вимощений поліхромним мармуром.
На фасаді медресе є продовження червоно-золотого напису, знайденого на фасаді мавзолею. Є дві високі панелі з гостроверхими арками з кожного боку та три менші центральні арки, які містять два яруси вікон. Фасад медресе, який веде до внутрішнього двору, містить центральну арку, розділену на два поверхи з трьох послідовних арок, з яких центральна арка була найбільшою. Хоча спочатку на фасаді було три окулуса, сьогодні залишився лише один. Вся ця аркова конструкція супроводжується трьома поверхами менших арок з кожного боку.
Міхраб медресе має арку у вигляді кінної підкови, подібну до мавзолею, але меншу та менш витончену, ніж у мавзолею, а його конха позначена скляною мозаїкою та перламутром, а не мармуровою мозаїкою. Насичений червоний колір, використаний у мозаїці, виділяється. На відміну від міхрабу мавзолею, де представлена геометрична мозаїка, мозаїка містить натуралістичний і прокручуваний декор. Використання скляної мозаїки вказує на традицію Омейядів, як це видно в Куполі Скелі; відродження цього медіа в цей період у Каїрі слугує легітимізації правління мамлюцького султана в ісламській історії.

### Лікарня
Хоча її не було видно з вулиці, лікарня колись була, як найрозкішніша та дивовижна лікарня свого часу. Лікарня працювала понад 500 років і лікувала пацієнтів протягом пізнього османського періоду, поки її не було зруйновано в 1910 році. Лікарня пропонувала багато зручностей для хворих і бідних на додаток до лікування, включаючи ліки, притулок, їжу та одяг. Відомості про виробництво ліків для лікування, дослідження та навчання, що відбувалося в лікарні, були почерпнуті з документів вакуфу того часу. Середньовічний ісламський історик аль-Макрізі має власні спостереження щодо історії лікарні. За словами Макрізі, султан Кала'ун отримав натхнення побудувати Лікарню в результаті обітниці, яку він дав, коли хворів у Бімарістані Нур ад-Діна в Дамаску, після чого поклявся скопіювати її. Початковий вхід був L-подібним коридором, який розділяв мавзолей від медресе розміром приблизно 21 на 33 метри. Креслення Паскаля Косте між 1815 і 1825 роками показують, що будівля була спланована на двох осях під прямим кутом одна до одної. Четверо айванів були розташовані у лікарні. Між чотирма айванами були кімнати, деякі з яких були палатами для хворих, вбиральнями, коморами та моргами. Найбільший айван був прикрашений смугою ліпного орнаменту, подібного до мечеті Бейбарса та мавзолею Мустафи-паші.